# Поход на Кјушу (1587)
Поход на Кјушу (1587) био је једна од највећих ратних операција Тојотоми Хидејошија у циљу уједињења Јапана након стогодишње феудалне анархије периода Сенгоку. У походу је на Хидејошијевој страни учествовало око 200.000 ратника из 37 јапанских провинција, а снаге клана Шимазу, који је једини пружио отпор, потучене су и натеране на предају после нешто више од месец дана.

## Позадина
Тојотоми Хидејоши био је генерал сељачког порекла који се истакао у служби Ода Нобунаге и након његове смрти (1582) и краткотрајног грађанског рата у клану Ода преузео његову војску и поседе (око 20 провинција централног Јапана). Хидејоши је наставио Нобунагин рад на уједињењу Јапана и до 1586. успео је да освајањем и преговорима стави под своју власт читаво острво Хоншу осим крајњег истока (клан Хоџо и клан Дате) и острво Шикоку (освојено 1585), ујединивши преко 40 од укупно 66 провинција Јапана и примивши титулу царског регента (кампаку).
За то време, острво Кјушу још увек се налазило у стању феудалне анархије периода Сенгоку. До 1578. године водећа феудална породица на острву Кјушу, био је клан Отомо, који је контролисао 6 од 9 провинција на острву: клан Шимазу владао је јужним провинцијама Сацума и Осуми, док је клан Рјузоџи владао провинцијом Хизен. После битке код Мимигаве (1578), домен клана Отомо спао је на провинцију Бунго, док је јужне провинције заузео клан Шимазу, а северне клан Рјузоџи. Успон клана Рјузоџи пресечен је у бици код Окита Навате (1584), после које је клан Шимазу постао доминантна сила на острву Кјушу: клан Отомо задржао је провинцију Бунго и неколико упоришта северно од ње, док је остатак острва пао под власт клана Шимазу. Опкољен са свих страна, Отомо Сорин се у пролеће 1586. обратио за помоћ регенту Тојотоми Хидејошију, али је клан Шимазу одбио његове понуде за мир и наредио општу мобилизацију (15. августа 1586).

## Битка

### Офанзива клана Шимазу на Бунго
До пролећа 1586. поседи клана Отомо спали су само на провинцију Бунго, која је била осиромашена, а преостали вазали били су самовољни, несложни и деморалисани. Разједињеност је додатно појачало ширење хришћанства под заштитом владајуће породице; од 1584. до јесени 1586. чак 20.000 становника примило је хришћанство, што је озлоједило многе будистичке великаше.
Офанзива клана Шимазу на провинцију Бунго почела је 1. децембра 1586. Међутим, шпијуни клана Шимазу су већ годину дана раније почели да придобијају на своју страну поједине вазале клана Отомо, који нису били под директном контролом вође клана и повезани системом узимања талаца, као у већини кланова доба Сенгоку, већ су чинили лабаву коалицију великаша. Када је напад почео, читав јужни фронт клана Отомо одједном је попустио, пошто је већина вазала листом пришла нападачу. Шимазу Ијехиса ушао је у Бунго из провинције Хјуга са свега 3.500 људи, али се његова војска успут повећавала приливом трупа издајника, док је Шимазу Јошихиро предводио напад са запада, из провинције Хизен. Расуло клана Отомо показало је застарелост њиховог система управе, засноване на лабавом савезу вазала, као у средњем веку. Отпор је пружен на само три места - кастелан замка Тогамуре, Саики Коресада, бранио је источни Бунго, бивши даимјо Отомо Сорин бранио је замак Усуки на обали мора уз помоћ два топа од 97 мм добијена од Португалаца у срећнија времена (и пророчки названа Уништитељи Провинција), док је хришћански самурај Пауло Шига (Шига Таро Чикацугу, кастелан замка Ока), ометао нападаче герилским препадима.
Владајући даимјо, Отомо Јошимуне, изашао је на бојиште само једном. У јануару 1587, заједно са помоћном војском коју је добио од Тојотоми Хидејошија (коју су водили Чосокабе Моточика (1540-99) и Сенгоку Хидехиса (1551—1614), покушао је да разбије опсаду замка Цуруга (Тошимису), који је био последња препрека освајачу на путу за Фунај, престоницу Бунга, али је страховито потучен у бици на реци Хецуги (сада Оно). После овог пораза, Отомо Јошимуне напустио је Фунај и побегао у Бузен, препустивши Бунго непријатељу.

### Хидејошијева инвазија Кјушуа
За то време, главнина Хидејошијеве војске, око 200.000 људи из 37 провинција, која је ишла у помоћ клану Отомо, тек се окупљала. На вести о њеном приближавању, Шимазу Јошихиро напустио је Фунај 22. априла 1587. и повукао се на југ, а два дана касније снаге клана Шимазу напустиле су Бунго и повукле су се у Хјугу и Хизен, повлачећи се путем којим су дошле. Хидејоши је прешао на Кјушу 5. маја и напредујући западном обалом острва (кроз провинције Чикузен, Чикуго и Хиго), за мање од месец дана стигао је у провинцију Сацума, не наилазећи успут на отпор пошто му се придружила већина локалних мањих феудалаца - Арима Харунобу, Рјузоџи Масаје, Мацуура Таканобу. Војска његовог полубрата Хашиба Хиденаге, која је напредовала источном обалом (кроз провинције Бунго и Хјуга), наишла је на отпор код замка Такаџо у провинцији Хјуга, где је главнина војске клана Шимазу уништена у бици 24. маја 1587. Ова битка је одлучила кампању. Дана 13. јуна 1587, сам Шимазу Јошихиса предао се Хидејошију.

## Последице
После победе над кланом Шимазу, у јулу 1587. Тојотоми Хидејоши потпуно је преуредио границе феудалних поседа на острву Кјушу. Побеђеном клану Шимазу, након предаје, Хидејоши је великодушно оставио власт над провинцијама Сацума и Осуми, док су породице Рјузоџи, Арима, Омура и Гото потврђене на својим поседима у провинцији Хизен. Главна породица северног Кјушуа, кућа Отомо - за чије је добро, наводно, Хидејоши интервенисао на острву - морала је да се задовољи смањеним поседом: изгубивши било које традиционално право које је имао на друге провинције, Отомо Јошимуне је потврђен само као даимјо провинције Бунго. Ово је још увек био значајан домен (процењен, према новом систему кокудака, на 378.000 кокуа), али је био далеко од „царства са седам провинција“ које је Отомо Сорин некада сакупио. Да им је Сорин и даље био глава, Хидејоши би можда био великодушнији према клану Отомо али „Краљ Франциско од Бунга“ је умро 29. јуна 1587, наводно након што је одбио Хидејошијеву понуду провинције Хјуга као апанаже.
Остатак острва Кјушу подељен је Хидејошијевим присталицама. Провинција Хиго додељена је Хидејошијевом савезнику Саса Наримаси: после његове смрти (1588) подељена је између Хидејошијевих војсковођа Като Кијомасе (северна половина) и Кониши Јукинаге (јужна половина). Кобајакава Такаге добио је у феуд (Наџима) читаву провинцију Чикузен и делове Хизена и Чикуга (307.000 кокуа), а велике поседе добили су и 
- Кобајакава (Мори) Хидекане (1566—1601), 75.000 кокуа (Куруме у Чикугоу). Крштен 1587. као Симеон, оженио исте године Максенцију, кћер Отомо Сорина.
- Теразава Хиромаса (−1596), 37.000 кокуа (Карацу у Хизену).
- Курода Јошитака, 120.000 кокуа (Накацу у Бузену). Такође хришћанин (Симеон Курода).
- Мори Јошинари (−1611), 60.000 кокуа (Кокура у Бузену).[1]